# Rustam Saidov
Rustam Tuchtasinovitsch Saidov (kyrillisch: Рустам Саидов; auch Rustam Saidow; * 6. Februar 1978 in Duschanbe, Tadschikische SSR) ist ein ehemaliger usbekischer Boxer im Superschwergewicht. Der zweifache Asienspielesieger und vierfache Asienmeister gewann unter anderem eine Bronzemedaille bei den Olympischen Spielen 2000 und war auch Teilnehmer der Olympischen Spiele 2004.

## Boxkarriere
Saidov begann mit elf Jahren in Duschanbe mit dem Boxsport, wurde 1995 Tadschikischer Meister im Halbschwergewicht und war Viertelfinalist der Asienmeisterschaft 1995 in Taschkent. 1996 erreichte er bei der asiatischen Olympiaqualifikation in Bangkok den zweiten Platz im Schwergewicht.
1997 wechselte er nach Usbekistan, boxte im Superschwergewicht und gewann 1999 mit einem Finalsieg gegen Muchtarchan Dildäbekow die Asienmeisterschaft in Taschkent. 2000 nahm er an den Olympischen Spielen in Sydney teil, wo er diesmal im Halbfinale gegen Dildäbekow ausschied und eine Bronzemedaille erreichte. 2001 schied er bei der Weltmeisterschaft in Belfast im Achtelfinale gegen Odlanier Solís aus und erreichte bei den Goodwill Games in Brisbane nach einer Finalniederlage gegen Alexander Powetkin den zweiten Platz.
2002 gewann er jeweils die Asienmeisterschaft in Seremban und die Asienspiele in Busan. Bei der Weltmeisterschaft 2003 gewann er nach einer Niederlage im Halbfinale gegen Powetkin eine Bronzemedaille.
2004 gewann er erneut die in Puerto Princesa ausgetragene Asienmeisterschaft, wobei ihm auch ein Sieg gegen Zhang Zhilei gelang. Er startete dann bei den Olympischen Spielen 2004 in Athen, wo er im Achtelfinale gegen Michel López unterlag. 2005 gewann er Silber bei der Asienmeisterschaft in Ho-Chi-Minh-Stadt und verlor bei der Weltmeisterschaft in Mianyang im Viertelfinale gegen Roman Romantschuk, nachdem er zuvor unter anderem Robert Helenius besiegt hatte.
2006 siegte er bei den Asienspielen in Doha und 2007 bei der Asienmeisterschaft in Ulaanbaatar. Er gewann dabei in den Finalkämpfen jeweils erneut gegen Dildäbekow und Zhilei. Bei der Weltmeisterschaft 2007 in Chicago schied er in der Vorrunde gegen Magomed Abdusalamow aus. 2008 unterlag er bei der asiatischen Olympiaqualifikation in Astana gegen Ghosoun Sumar.
Nach seiner Boxkarriere arbeitete er als Mitglied des Trainerstabs der usbekischen Box-Nationalmannschaft und gewann 2015 die Wahl zu Asiens Boxtrainer des Jahres. Später wurde er Cheftrainer der Box-Nationalmannschaft von Malaysia.